# Alessa Records
Alessa Records ist ein von Peter Guschelbauer 2004 in Österreich gegründetes unabhängiges Musiklabel, das in erster Linie Tonträger mit Jazz vermarktet.

## Geschichte
Guschelbauer entschied sich nach 30 Jahren Tätigkeit im Musikbusiness ein eigenes Jazzlabel mit klarem Profil zu gründen. Der Name Alessa Records leitet sich vom Kosenamen seiner Tochter Alexandra ab (die zum Zeitpunkt der Labelgründung 18 Monate alt war). Guschelbauer betreibt in Hagenberg im Mühlkreis daneben ein Tonstudio, weitere Labels wie PG Records, einen Musikverlag (Sounddesign Austria) und einen Vertrieb.

## Produktionen
Erste Produktionen waren Alben von John Abercrombie und Uri Caine. Auf dem Label haben europäische Musiker wie Kristina Barta, Stefano Battaglia, Christoph Cech, Karel Eriksson, Agnes Heginger, Peter Herbert, Helmut Kagerer, Olga Konkova, Anna Lauvergnac, Per Mathisen, Karlheinz Miklin, Tamara Obrovac, Johannes Ochsenbauer, Jure Pukl, Claus Raible, Gerhard Schramke, Harry Sokal oder Paul Zauner ebenso wie die Amerikaner Alex Acuña, George Braith, Leopoldo Fleming, Vincent Herring, Don Menza, Andy Middleton, Gust Tsilis sowie John B. Williams veröffentlicht. Weiterhin im Katalog hat das Label Blues & Rootsmusik, Weltmusik und einige Klassikproduktionen.